# James Bradley
James Bradley (født 3. marts 1692 i Sherborne i Gloucestershire, død 13. juli 1762 i Chalford) var en engelsk astronom.
Bradley blev 1721 Savilian Professor of Astronomy i Oxford. I 1725 kom han i forbindelse med Samuel Molyneux, der havde et privatobservatorium i Kew, deltog med ham i observationerne af γ Draconis, fortsatte dem senere alene og fandt 1728 i lysets aberration grunden til denne stjernes påfaldende stedforandringer. Hans brev til Halley af december 1728, An account of a new discovered motion of the fixed stars (Philosophical Transactions of the Royal Society 1728) indeholder fænomenets opdagelse og forklaring og viser Bradley som sin tids største iagttager, så at han efter Halleys død 1742 blev Astronomer Royal og direktør for observatoriet i Greenwich. I denne stilling viste Bradley sig ikke alene som den største iagttager, England nogen sinde har ejet, men som en af de største, der overhovedet har levet, af Friedrich Wilhelm Bessel altid omtalt som en vir incomparabilis. Kun Hipparch, Tycho Brahe og Bessel kan stilles ved siden af ham. Det ry, han vidste at skaffe Greenwich, har det senere beholdt, da hans efterfølgere har haft den rigtige takt at arbejde i hans ånd. 
Bradleys første arbejde i Greenwich var at bringe til afslutning de allerede 1727 påbegyndte observationer, der tog sigte på det periodiske led af præcessionen, nutationen, og hvis resultater (observationerne fylder 13 bind i folio), er nedlagt i hans anden, lige så vigtige afhandlinger: On the apparent motion of the fixed stars (Philosophical Transactions 1748). Ved siden heraf observerede han solen, månen, planeterne og fiksstjernerne. Hans fiksstjerneobservationer fra denne tid er bearbejdede af Arthur Auwers. Da Bradley 1750 havde fået anskaffet en ny murkvadrant af John Bird og et passageinstrument, gik han i gang med en lang række meridianobservationer af fiksstjernerne; på grund af den omhyggelighed, hvormed altid instrumenternes fejl og refraktionens virkning blev bestemt, den planmæssige måde, Bradley altid arbejdede efter, rager disse observationer så betydelig over alle tidligere bestemmelser af fiksstjernernes positioner, at de den dag i dag hævder deres plads ved siden af de bedste med moderne og bedre instrumenter udførte meridianobservationer. Bessel har i sin Fundamenta astronomiæ bearbejdet disse 1750—1762 udførte observationer, der under titlen Astronomical observations made at the Royal Observatory at Greenwich (1750—1752) blev udgivne, bind I af Thomas Hornsby (1798), bind II af Abraham Robertson (1805, på ny udgivet af August Ludwig Busch, 1838); manuskriptet ejes af Oxfords Universitetsbibliotek. Bradleys Miscellaneous works and correspondance er udgivet af Stephen Peter Rigaud (1832).